# Change (single van Sugababes)
Change is een single van de Britse meidengroep de Sugababes. De single, die uitkwam in 2007, is de tweede single van het gelijknamige album Change.
In de videoclip van de single "Change" worden de bandleden Heidi Range, Amelle Berrabah en Keisha Buchanan afgebeeld als de vier seizoenen: Keisha als de lente, Heidi als de herfst en Amelle als de winter en de zomer.

## Hitnotering
| Change in de Nederlandse Top 40 - binnen: 16 februari 2008 | Change in de Nederlandse Top 40 - binnen: 16 februari 2008 | Change in de Nederlandse Top 40 - binnen: 16 februari 2008 | Change in de Nederlandse Top 40 - binnen: 16 februari 2008 | Change in de Nederlandse Top 40 - binnen: 16 februari 2008 | Change in de Nederlandse Top 40 - binnen: 16 februari 2008 |
| Week                                                       | 1                                                          | 2                                                          | 3                                                          | 4                                                          |                                                            |
| ---------------------------------------------------------- | ---------------------------------------------------------- | ---------------------------------------------------------- | ---------------------------------------------------------- | ---------------------------------------------------------- | ---------------------------------------------------------- |
| Nummer                                                     | 38                                                         | 31                                                         | 35                                                         | 36                                                         | uit                                                        |